# Río Jáchal
Río Jáchal är ett vattendrag i Argentina.   Det ligger i provinsen San Juan, i den centrala delen av landet, 1 000 km väster om huvudstaden Buenos Aires.
Omgivningen kring Río Jáchal är i huvudsak öppet busklandskap. Området är nästan obefolkat, med mindre än två invånare per kvadratkilometer.